# Tenet
Tenet (estilizado como TENƎꓕ) é um filme de ação e ficção científica de 2020, escrito e dirigido por Christopher Nolan, estrelado por John David Washington, Robert Pattinson, Elizabeth Debicki, Dimple Kapadia, Michael Caine e Kenneth Branagh, sobre como evitar a Terceira Guerra Mundial.
A chamada do elenco começou em março de 2019 e as principais fotografias foram tiradas a partir de maio de 2019 nos seguintes países: Dinamarca, Estônia, Índia, Itália, Noruega, Reino Unido e Estados Unidos. O diretor de fotografia Hoyte van Hoytema filmou em 70 mm e IMAX.
Tenet foi lançado pela Warner Bros. em IMAX, 35 mm e 70 mm.

## Premissa
Armado com apenas uma palavra luta pela sobrevivência do mundo, o protagonista viaja por um mundo crepuscular de espionagem internacional, em uma missão que se desdobra em algo além do tempo real. Não em viagem no tempo, mas no modelo de inversão.
A temática de inversão, junto a nomes usados, faz alusão ao quadrado Sator. 

## Elenco
- John David Washington
- Robert Pattinson
- Elizabeth Debicki
- Dimple Kapadia
- Michael Caine
- Kenneth Branagh
- Aaron Taylor-Johnson
- Clémence Poésy
- Himesh Patel
- Denzil Smith
- Martin Donovan
- Sean Avery

## Produção

### Pré-produção
Tenet ficou com o título de produção de Merry Go Round durante a pré-produção.

### Elenco
John David Washington, Robert Pattinson e Elizabeth Debicki foram escalados em março de 2019. Pattinson disse que o roteiro era tão secreto que ele só podia ler uma vez enquanto estava trancado em uma sala. O elenco de Dimple Kapadia, Aaron Taylor-Johnson, Clémence Poésy, Michael Caine e Kenneth Branagh foi anunciado no início das filmagens.  Caine ecoou os comentários de Pattinson sobre a confidencialidade do roteiro. Por um dia de trabalho, ele recebeu apenas suas páginas e nunca mais teve notícias de Nolan. Himesh Patel juntou-se em agosto,  com Denzil Smith sendo adicionado no mês seguinte. Martin Donovan foi revelado após o lançamento do primeiro trailer.  Em janeiro de 2020, Sean Avery divulgou seu envolvimento.
O teste de tela de Kapadia foi realizado pelo diretor Homi Adajania enquanto trabalhava no filme Angrezi Medium de 2020. Pattinson baseou os maneirismos de seu personagem nos do autor Christopher Hitchens .

### Pós-produção
Ludwig Göransson compôs a trilha sonora como o colaborador frequente de Nolan, Hans Zimmer, comprometendo-se com o filme Duna de 2020.   Jennifer Lame editou o filme, substituindo o editor de longa data de Nolan, Lee Smith. Os efeitos visuais foram realizados pelo DNEG.

## Lançamento e marketing
Distribuidora Warner Bros. agendou Tenet para uma estreia em 17 de julho de 2020 nos filmes IMAX, 35 mm e 70 mm. É o quinto filme de Nolan a ser lançado no terceiro fim de semana de julho, que Deadline Hollywood chamou de "uma data de sorte para Nolan", pois seus quatro projetos anteriores continuaram com sucesso nas bilheterias.  Apesar do adiamento de outras películas devido à pandemia COVID-19, Tenet permaneceu inalterada por ordem de Nolan.  Alguns expositores viram sua potencial data de lançamento em julho como "um totem que guia a indústria em direção à sua reinicialização". Em maio de 2020, Anne Thompson, da IndieWire, comentou que "Nenhuma data de lançamento jamais viu a atenção, ou pressão, atualmente colocada no Tenet de Christopher Nolan".
Em agosto de 2019, a Warner Bros estreou um teaser de quarenta segundos antes das prévias de Hobbs & Shaw .  Foi anexado às exibições indianas do Coringa em outubro.  O primeiro trailer foi publicado on-line em dezembro, enquanto um prólogo exclusivo do cinema foi exibido em alguns cinemas IMAX antes de Star Wars: The Rise of Skywalker .  O último foi introduzido durante as exibições indianas de aves de rapina IMAX em fevereiro de 2020.  Um spot televisivo parecia que maio,  promovido no Fortnite modo de festa Royale .
Com um orçamento de produção de US $ 205 milhões,  Tenet é o filme original mais caro de Nolan.  O Observador estimou que precisará faturar entre US $ 450 e US $ 500 milhões para se equilibrar.  É relatado que o diretor recebe 20% da receita bruta do primeiro dólar.
O lançamento de Tenet nos cinemas, em meio à pandemia da covid-19, levou o filme a representar um raro fracasso de bilheteria na filmografia de Christopher Nolan, levando a um prejuízo de US$ 50 milhões por parte da Warner Bros. Depois de mais de duas décadas dirigindo filmes produzidos pela Warner, Christopher Nolan desenvolverá sua nova produção em parceria com a Universal Pictures.